# Super Audio CD
Super Audio CD (SACD) — неперезаписываемый оптический аудиодиск, позволяющий хранить аудиоданные со значительно более высоким качеством по сравнению с обычным CDDA-диском. Разработан[уточнить] компаниями Sony и Philips в 1999 году.
Для воспроизведения SACD требуется специальный проигрыватель, совместимый с этим форматом; однако на SACD-диске может содержаться дополнительный CD-слой (только стерео) для совместимости с обычными проигрывателями, такие диски называются гибридными (Hybrid SACD) и их можно воспроизводить на любых обычных проигрывателях компакт-дисков.

## История
Формат Super Audio CD был представлен в 1999 году.  В мае 2002 года Philips и Crest Digital начали разработку и установку первой производственной линии по производству гибридных дисков SACD в США с производительностью 3 миллиона дисков в год. SACD не достиг уровня популярности компакт-дисков, и стал нишевым продуктом для аудиофилов.

## Описание формата

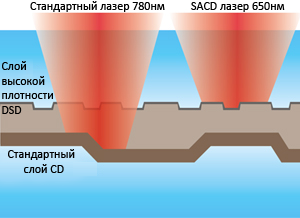
Гибридный SACD содержит слой данных высокой плотности с потоком DSD и стандартный слой CD

### Особенности кодирования
При записи SACD-дисков используется однобитный цифровой формат записи Direct Stream Digital (DSD), обеспечивающий более высокое качество звучания по сравнению с обычным CD благодаря более высокой частоте семплирования (до 2,8224 МГц).
Однобитный формат записи — это прямая запись однобитного выходного сигнала с АЦП типа дельта-сигма, причем этот сигнал имеет замечательные характеристики: динамический диапазон более 120 дБ, частотная характеристика от 0 до 100 кГц. При таком сочетании частотной характеристики и динамического диапазона формат DSD не имеет соперников среди других записывающих систем, цифровых или аналоговых.
Запись напрямую такого однобитного сигнала является альтернативой существующим форматам мастер-записи. Подобная запись устраняет необходимость процессов децимации и интерполяции для аналогового ввода-вывода. При этом упрощается структура (блок-схема) записывающей системы, поскольку исчезают параллельные информационные связи многоразрядных цифровых слов и необходимость их синхронизации.
Как и в обычных PCM-системах, аналоговый сигнал сначала конвертируется в цифровой с помощью дельта-сигма модуляции при частоте дискретизации в 64 раза большей, чем номинальная частота дискретизации. Но DSD записывает одноразрядные импульсы напрямую, тогда как обычные системы затем преобразуют одноразрядный сигнал в многоразрядный PCM-код. В результате DSD дает цифровое одноразрядное представление аудиосигнала. Положительное изменение амплитуды будет представлено всеми «1». Отрицательное — всеми «0». Нулевая точка будет представлена сменой двоичного числа. Поскольку значение амплитуды аналогового сигнала в каждый момент представлено в виде плотности импульсов, этот метод иногда называют Pulse Density Modulation (PDM).
Полученный таким образом поток импульсов имеет примечательные свойства. Как и PCM, DSD по своей природе устойчив к искажениям, шуму и детонации записывающей аппаратуры и передающих каналов. Но, в отличие от PCM, DSD, как принцип преобразования, гораздо ближе к аналоговой передаче сигнала. Цифро-аналоговое преобразование может быть легко получено с помощью аналогового низкочастотного фильтра.
Поток дельта-сигма импульсов является достаточно «шумным». Сверхвысокое отношение сигнал/шум, которого требует DSD в звуковом диапазоне, достигается с помощью шумоподавляющих фильтров пятого порядка, что эффективно сдвигает шумы вверх по частоте за пределы звукового диапазона.

### Шумоустойчивость
Действительно, хотя повышение разрядности и частоты дискретизации PCM-систем реально улучшали качество звука, эти улучшения становились все менее значительными. Очевидна и причина этого — фильтрация. В PCM-системе на входе необходимы фильтры с очень крутой характеристикой, чтобы подавить частоты, равные половине частоты выборки или превышающие её. При частоте выборки 44,1 кГц фильтры типа «кирпичная стена» должны пропускать частоту 20 кГц и при этом отсекать частоту 22,05 кГц — задача не самая легкая. Кроме того, при записи и воспроизведении неизменно добавляются шумы квантования. К тому же семплирование на частоте Найквиста приводит к значительному сдвигу между фазовой и частотной характеристиками фильтров в верхней четверти частотного диапазона. В однобитной системе, напротив, фазовая характеристика в верхней части звукового спектра не подвержена воздействию фильтра типа «кирпичная стена». Этот аспект особенно важен, когда система цифровой обработки является частью петли обратной связи, потому что в этом случае сдвиг фазы меньше, а стабильность системы и достоверность звучания выше.
Другой особенностью этого формата является его поведение в условиях возможной перегрузки. Одноразрядные кодеры высокого порядка должны иметь возможность управления перегрузкой, чтобы не пострадала стабильность. Это обеспечивается с помощью выбора соответствующей передаточной характеристики. Одноразрядный формат не дает, в отличие от многоразрядного, эффектов aliasing  при перегрузках.

### Устойчивость к ошибкам
Поскольку любой бит одноразрядного формата несет одно и то же количество информации, эффект каждой ошибки не зависит от того, какой бит является ошибочным. В этом одноразрядный формат выгодно отличается от многоразрядного кодирования, в котором ошибка в старшем значащем бите (MSB) сказывается в {\displaystyle 2^{L}} (L — длина слова) больше, чем ошибка в младшем значащем бите (LSB). Для 20-битной системы записи это означает, что ошибка в MSB скажется примерно в 1 млн раз больше, чем в LSB.
Системы опережающей коррекции ошибок (такие, как используются в формате CD) исходят из предположения, что все биты имеют одинаковый информационный вес, поэтому они одинаково защищают каждый бит. Для аудиосигнала это не подходит, поэтому страдает эффективность таких систем — младшие значащие биты получают избыточную защиту, а старшие значащие биты не получают достаточной защиты. Более того, эффект от ошибок не является пропорциональным, так как зависит от того, в каком бите произошла ошибка. Это приводит к быстрой деградации сигнала при превышении определенного уровня плотности ошибок.
Фактически, максимальный эффект от каждой отдельной ошибки — это функция частоты избыточной дискретизации. эффект от ошибки обратно пропорционален коэффициенту избыточной дискретизации. Например, если коэффициент 64, ошибка, вносимая одним битом, будет примерно 1/64 максимального уровня, то есть её уровень на 36 дБ меньше максимального уровня сигнала на выходе.

## Особенности SACD-дисков
Продолжительность звучания Super Audio CD может достигать 109 минут при условии, что он содержит две SACD-зоны с разными параметрами записи (например, 2.0 и 5.1). При использовании только одной SACD-зоны продолжительность звучания превышает 2 часа.
Запись на SACD-диске может содержать от 1 до 6 звуковых каналов.
Для воспроизведения SACD требуется специальный проигрыватель, совместимый с этим форматом.
Однако на SACD-диске может содержаться дополнительный CD-слой (только стерео) для совместимости с обычными проигрывателями, такие диски называются гибридными (англ. Hybrid SACD) и их можно слушать на любых обычных проигрывателях компакт-дисков. Примерно половина выпущенных SACD-дисков являются гибридными.
Ёмкость диска SACD увеличилась в 6 раз за счёт уменьшения длины волны излучения лазера и увеличения апертуры объектива.
Благодаря этому диаметр считывающего пятна света уменьшился до 1 мкм. Это, в свою очередь, позволило уменьшить размеры питов, интервалов между ними и шаг дорожки.
Для дисков SACD в качестве материала отражающих слоёв используется золото (в отличие от CD-DA, где используется алюминий; хотя встречаются и «золотые» CD, чаще всего для подарочных и коллекционных изданий — из-за своего «богатого» внешнего вида).

### Сравнение с другими форматами
|                            | CD        | DVD-Audio           | SACD       |
| -------------------------- | --------- | ------------------- | ---------- |
| Формат, бит                | 16 PCM    | 16-, 20-, 24 PCM    | 1 DSD      |
| Частота дискретизации, кГц | 44,1      | 44,1—192            | 2822,4     |
| Динамический диапазон, dB  | 96        | 144 (теоретически)  | 120        |
| Частотный диапазон, Гц     | 20—20 000 | до 96000            | 20—50 000  |
| Ёмкость диска, ГБ          | 0,7       | 4,7—8,5             | 4,7—8,5    |
| Время звучания, мин        | 80        |                     | >180 / 109 |
| Стерео                     | Да        | Да                  | Да         |
| Surround Sound             | Нет       | 5.1 (кроме 192 кГц) | 5.1        |

CD-Audio использует для дискретизации аналогового звука частоту 44,1 кГц. В SACD частота в 64 раза бо́льшая — 2,8224 МГц. CD использует 16 бит для каждого семпла, так что поток информации здесь составит 16×44100 Гц на канал или 705 600 бит/с на канал. DSD использует 1 бит на отсчет, так что поток информации составит 2 822 400 бит/с на канал. Это в 4 раза больше, чем у CD, но меньше, чем у DVD-A, — 24 бит х 192 000 Гц = 4 608 000 бит/с
Формат DVD-Audio (разрядность — 24 бит, частота дискретизации — 192 кГц) передает сигнал с точностью 24 бит, что обеспечивает кодирование амплитуды сигнала с высокой точностью вплоть до частоты Найквиста, равной 96 кГц, при этом этот формат записи использует то же PCM-кодирование, что и CD-Audio.

## Интересные факты
- Первые две версии PlayStation 3 (до 2010.10) полноценно воспроизводят SACD.
- DSD-диск — оптический диск (DVD-R, DVD+R, DVD-RW или DVD+RW), содержащий файлы DSD с расширением DSF, который может проигрываться на компьютере или другом оборудовании, поддерживающим воспроизведение этих файлов. Содержит аудиофайлы высокого разрешения с частотой дискретизации 2822,4 кГц. Качество аудиозаписи на DSD-диске такое же, как на SACD. Фирмой Sony разработана спецификация под названием DSD Disc Format, которой пользуются некоторые звукозаписывающие фирмы для выпуска DSD-дисков. Этот формат является открытым, и при наличии специального ПО такой диск может быть подготовлен в бытовых условиях и содержать файлы DSD, полученные, например, через Интернет.[1]